# Хлопчатник обыкновенный
Хлопча́тник обыкнове́нный, или косма́тый, или мохна́тый, или волоси́стый (лат. Gossýpium hirsútum) — вид рода Хлопчатник семейства Мальвовые (Malvaceae), происходящий из Центральной Америки и распространившийся по всему свету как источник растительного волокна — хлопка. В подавляющем большинстве случаев для получения хлопка в старом и новом свете возделывается именно этот вид хлопчатника.  В окрестностях мексиканского города Теуакан были обнаружены археологические свидетельства возделывания этой культуры ещё 5000 лет назад.

## Ботаническое описание
Стебель прямой, у основания одревесневший, 1-1,5 м высотой.
Листья очерёдные, длинночерешковые, 3—5-лопастные, с треугольно-яйцевидными заострёнными лопастями.
Цветки одиночные, пятилепестковые, кремовые, с красновато-пурпурным оттенком. Цветёт в июле — сентябре.
Плод — многосеменная коробочка. Семена с длинными волосками.

## Распространение
Выращивается в странах Средней Азии и Закавказья как текстильная культура. Также культивируется в южных областях Украины и в Крыму.

## Использование
Семена и кору корней заготавливают после сбора волокна. Волокно служит сырьём для получения гигроскопической ваты. Высушенные стебли хлопчатника (гузапая́) используют в качестве топлива для тандыров. Из семян добывают растительное масло, которое используют в пищу.

## Химический состав
Все части растения содержат биологически активные вещества: корни — госсипол, дубильные вещества, аскорбиновая кислота, витамин K, триметиламин, эфирное масло; семена — госсипол, госипин, госипурпурин, растительные масла, белки; в цветках есть флавоноиды (5 %), лимонные (5-7 %) и яблочные (3-4 %) кислоты. Каротиноиды и катехины содержатся во всех частях растения.

## Синонимы
- Gossypium birkinshawii G.Watt
- Gossypium caespitosum Tod.
- Gossypium cavanillesianum Tod.
- Gossypium harrisii G.Watt
- Gossypium harrissii Watt
- Gossypium hirsutum Cav. nom. illeg.
- Gossypium jamaicense Macfad.
- Gossypium janiphifolium Bello
- Gossypium lanceolatum Tod.
- Gossypium latifolium Murray
- Gossypium marie-galante G.Watt
- Gossypium mexicanum Tod.
- Gossypium nervosum G.Watt
- Gossypium nicaraguense Ram.Goyena
- Gossypium palmeri G.Watt
- Gossypium parvifolium Nutt. ex Seem.
- Gossypium prostratum Schumach. & Thonn.
- Gossypium punctatum Schumach.
- Gossypium religiosum L.
- Gossypium rhorii Tod.
- Gossypium rufum Scop.
- Gossypium sandvicense Parl.
- Gossypium schottii G.Watt
- Gossypium sericatum Prokh.
- Gossypium siamense Tussac
- Gossypium tomentosum Nutt. ex Seem.
- Gossypium volubile Ram.Goyena
- Hibiscus fruticulosus (Tod.) Kuntze
- Hibiscus religiosus (L.) Kuntze
- Xylon religiosum (L.) Moench